# Hajdúnánás vasútállomás
Hajdúnánás vasútállomás egy Hajdú-Bihar vármegyei vasútállomás Hajdúnánás településen, a MÁV üzemeltetésében. A vasútállomáson jegypénztár található, belföldi jegyeladással. A városközponttól délre helyezkedik el, a 3323-as út vasúti keresztezésének keleti oldalától nem messze, közúti elérését a 35 141-es útból (a belvárost övező körgyűrűből) kiágazó 35 302-es számú mellékút (települési nevén Bocskai utca) biztosítja.

## Vasútvonalak
Az állomást az alábbi vasútvonalak érintik:
- Debrecen–Tiszalök-vasútvonal

## Kapcsolódó állomások
A vasútállomáshoz az alábbi állomások vannak a legközelebb:
- Hajdúdorog vasútállomás (Debrecen–Tiszalök-vasútvonal)
- Hajdúnánás-Vásártér megállóhely (Debrecen–Tiszalök-vasútvonal)

## Forgalom

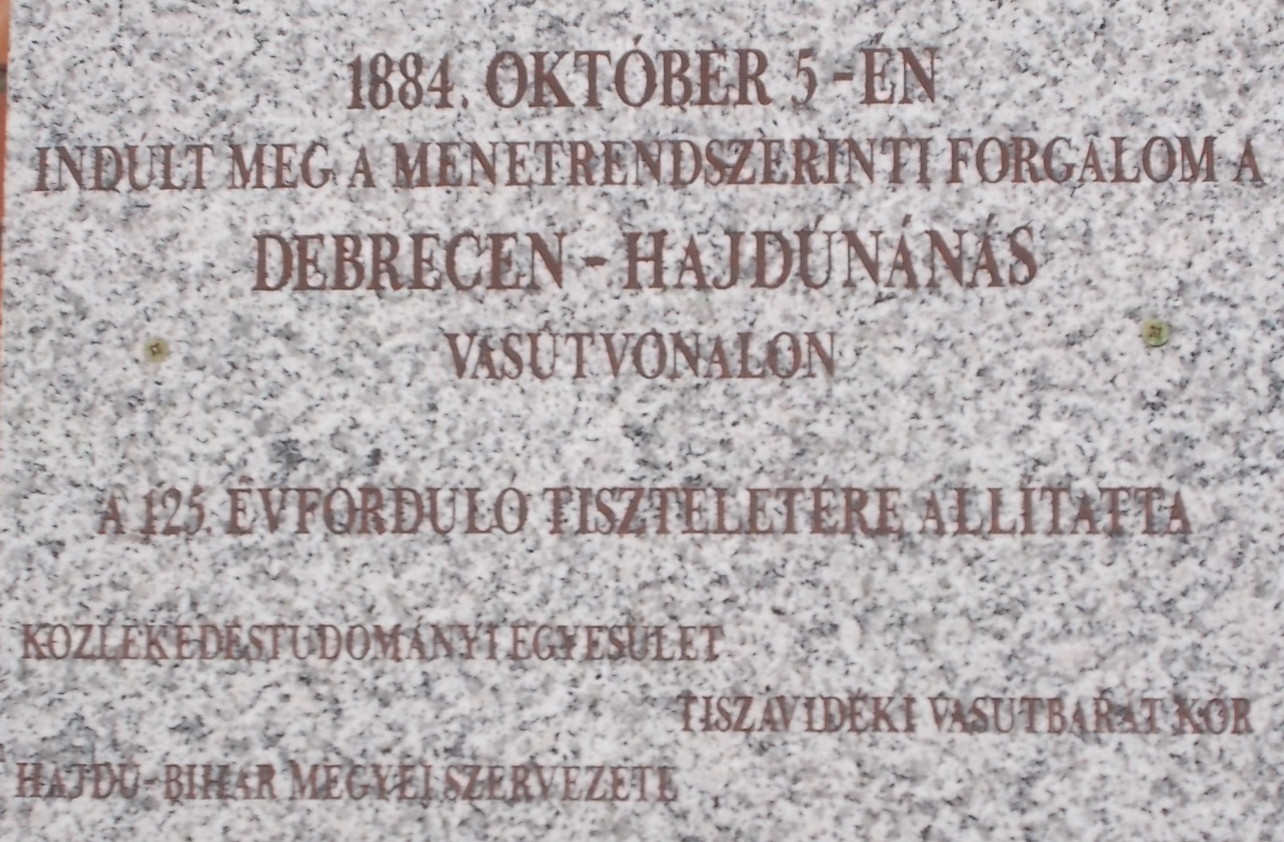
Emléktábla a vasútforgalom megindulásának 125. évfordulója tiszteletére (2009)

| Járat        | Útvonal | Gyakoriság                          |
| ------------ | --- | ----------------------------------- |
| személyvonat | Tiszalök – Szorgalmatos – Egyházerdő – Tiszavasvári – Tedej – Hajdúnánás-Vásártér – Hajdúnánás – Hajdúdorog – Hajdúvid – Hajdúböszörmény – Zelemér – Hajdúszentgyörgy – Józsa – Tócóvölgy – Debrecen                           | 2 óránként                          |
| személyvonat | Tiszalök → Szorgalmatos → Egyházerdő → Tiszavasvári → Tedej → Hajdúnánás-Vásártér → Hajdúnánás → Hajdúdorog → Hajdúvid → Hajdúböszörmény → Zelemér → Hajdúszentgyörgy → Józsa → Tócóvölgy → Debrecen → Vámospércs → Nyírábrány | Munkanapokon napi 1 Nyírábrány felé |